# No. 5 Airfield Construction Squadron RAAF
Le No. 5 Airfield Construction Squadron RAAF est un squadron de la Royal Australian Air Force (RAAF).

## Histoire
Le No. 5 Airfield Construction Squadron RAAF est créée en juillet 1942 pour participer à la Seconde Guerre mondiale dans le cadre de la guerre du Pacifique. L'unité est dissoute après la guerre du Viet Nam le 15 décembre 1974.